# Daniel Owen
Daniel Owen (ur. 20 października 1836 r. – zm. 22 października 1895 r.) – walijski pisarz, uważany za najważniejszego twórcę powieści w języku walijskim w XIX wieku. Znaczenie jego twórczości dla walijskiej literatury można porównać do znaczenia dzieł Charlesa Dickensa dla literatury angielskiej.

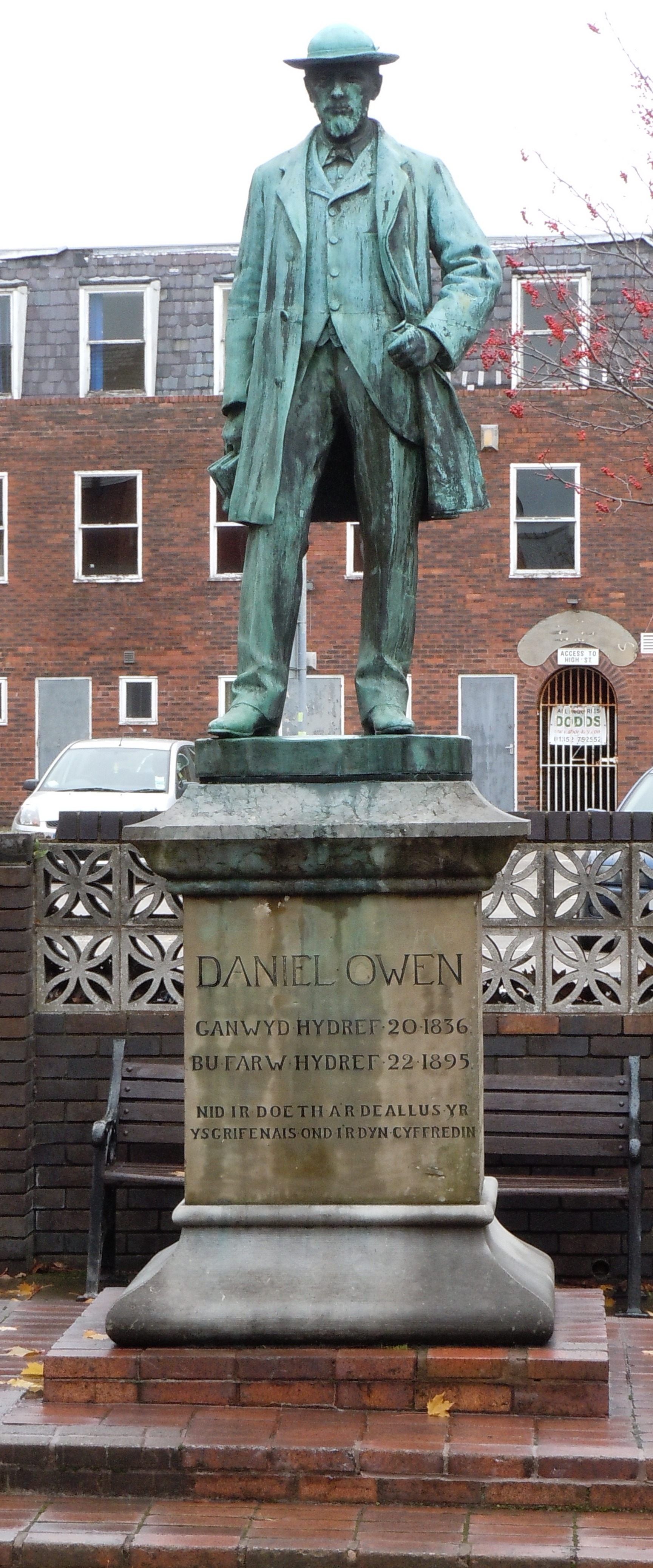
Pomnik Daniela Owena w jego rodzinnym mieście – Mold

## Wczesne lata
Owen urodził się w Mold (hrabstwo Flintshire) w Walii jako najmłodszy z sześciorga rodzeństwa. Pochodził z rodziny robotniczej. Jego  ojciec, Robert Owen, był górnikiem. Zarówno ojciec, jak i dwaj bracia pisarza – James i Robert – zginęli 10 maja 1837 r. w wypadku w kopalni węgla. Ta tragedia silnie wpłynęła na rodzinę Owenów, a także na jej późniejsze kłopoty finansowe. Daniel Owen nie ukończył szkoły, później uznając duży wpływ szkółki niedzielnej na swój rozwój. W wieku 12 lat terminował w zakładzie krawieckim Angela Jonesa, gdzie zapoznał się z kalwinizmem i metodyzmem. Wtedy też, pod wpływem współpracowników, rozpoczął tworzenie poezji. Termin u krawca był także okazją do rozmów i wymiany zdań z robotnikami i innymi klientami sklepu, co jest widoczne w późniejszych dziełach autora (podobny rodzaj "edukacji" otrzymuje także Robyn y Sowldiwr – bohater powieści Rhys Lewis). Owen zamierzał wstąpić do stanu duchownego jako metodysta. Rozpoczął naukę w Bala Theological College w 1865 r., ale nie udało mu się jej ukończyć. W latach 1867–1876 pracował jako krawiec w Mold i spełniał się jako kaznodzieja, wygłaszając niedzielne kazania.

## Twórczość
Owen rozpoczął pisanie poezji pod pseudonimem Glaslwyn. Zgłaszał swoje prace w lokalnych eisteddfodach i wydawał niektóre z nich. Jego pierwsza, znacząca praca w języku walijskim to tłumaczenie noweli T.S. Arthura pt. Ten Nights in a Bar-Room and What I Saw There.
Owenowi przypisuje się rozpoczęcie tradycji powieści w języku walijskim. Jego dzieło pt. Rhys Lewis uznaje się za pierwszą powieść napisaną po walijsku. Twórczość Daniela Owena silnie wpłynęła na późniejszych pisarzy, takich jak Kate Roberts czy T. Rowland Hughes.  

## Upamiętnienia
Jako jednemu z najwybitniejszych walijskich pisarzy, Owenowi poświęcono pomnik w Mold, a także utworzono centrum kultury jego imienia. Jego imieniem nazwano również Daniel Owen Memorial Prize – nagrodę wręczaną na Narodowym Eisteddfodzie, za najlepszą nieopublikowaną powieść dłuższą niż 50.000 słów. Nagroda jest wręczana od 1978 r., jednak jeśli żadne ze zgłoszonych dzieł nie spełnia wymogów, nagroda nie jest wręczana nikomu. W rodzinnym mieście Daniela Owena odbywa się także coroczny festiwal kultury poświęcony życiu i twórczości pisarza.

## Znaczące dzieła
- Y Dreflan (1881)
- Rhys Lewis (1885)
- Enoc Huws (1891)
- Gwen Tomos (1894)
- Straeon y Pentan (opowiadania) (1895)